# Liste der Kapellen im Bistum Aachen – Region Mönchengladbach
Die Liste der Kapellen im Bistum Aachen – Region Mönchengladbach listet die pfarrgebundenen und Privatkapellen auf, die im Bereich der GdG Mönchengladbach-Mitte, GdG Mönchengladbach-Neuwerk, GdG Korschenbroich (ohne die Stadtteile Glehn, Lüttenglehn, Epsendorf und Steinforth-Rubbelrath), GdG Mönchengladbach-Ost, GdG Giesenkirchen-Mülfort, GdG Mönchengladbach-Rheydt-Mitte, GdG Jüchen, GdG Mönchengladbach-Süd, GdG Mönchengladbach-Rheydt-West, GdG Mönchengladbach-Südwest und GdG St. Peter, Mönchengladbach-West im Bistum Aachen stehen. Die betreffenden Pfarren sind in der Liste der Kirchen im Bistum Aachen – Region Mönchengladbach einsortiert.

## Liste
| Bild | Name                                         | Ort                                        | Pfarrei                                | Gemeinschaft der Gemeinden  | Baudaten                                                              |
| ---- | -------------------------------------------- | ------------------------------------------ | -------------------------------------- | --------------------------- | --------------------------------------------------------------------- |
|      | Heilig-Geist-Kapelle                         | Jüchen-Aldenhoven                          | St. Martinus/Bedburdyck                | Jüchen                      | 1958                                                                  |
|      | Schlosskapelle Schloss Dyck                  | Jüchen-Bedburdyck                          |                                        |                             |                                                                       |
|      | Friedhofskapelle                             | Jüchen-Hochneukirch                        |                                        |                             | 1936                                                                  |
|      | Loreta-Kapelle                               | Jüchen-Neu-Holz                            |                                        |                             | 2007; anstelle der abgerissenen Kapelle im abgebaggerten Ort Alt-Holz |
|      | Wegekapelle                                  | Jüchen-Schlich                             |                                        |                             | Ende 19. Jh.                                                          |
|      | Wegekapelle                                  | Jüchen-Waat                                |                                        |                             | Ende 19. Jh.                                                          |
|      | Wegekapelle Am Trietenbroich                 | Korschenbroich                             |                                        |                             | 1876                                                                  |
|      | Rochuskapelle                                | Korschenbroich                             | St. Andreas, Korschenbroich            | Korschenbroich              | 1731                                                                  |
|      | An der Kreuzkapelle 1                        | Korschenbroich                             | St. Andreas, Korschenbroich            | Korschenbroich              | 1910                                                                  |
|      | Antoniuskapelle                              | Korschenbroich                             | St. Andreas, Korschenbroich            | Korschenbroich              | Pestkapelle; 1636; erneuert 1850                                      |
|      | Annakapelle                                  | Korschenbroich                             | St. Andreas, Korschenbroich            | Korschenbroich              | 1875                                                                  |
|      | Maria zur immerwährenden Hilfe               | Korschenbroich                             | St. Andreas, Korschenbroich            | Korschenbroich              | um 1876                                                               |
|      | Antoniuskapelle                              | Korschenbroich-Kleinenbroich               |                                        |                             | 1851                                                                  |
|      | Maternuskapelle                              | Korschenbroich-Kleinenbroich               |                                        |                             | 1851                                                                  |
|      | Wegekapelle Jan-van-Werth-Straße             | Korschenbroich-Kleinenbroich               |                                        |                             | 1888                                                                  |
|      | St. Georgskapelle Schloss Liedberg           | Korschenbroich-Liedberg                    | St. Georg/Liedberg                     | Korschenbroich              | 1708                                                                  |
|      | Marienkapelle                                | Korschenbroich-Pesch                       | St. Marien, Pesch                      | Korschenbroich              | 1903                                                                  |
|      | Matthiaskapelle                              | Korschenbroich-Raderbroich                 | St. Marien, Pesch                      | Korschenbroich              | 1934                                                                  |
|      | Aloysius-Kapelle                             | Mönchengladbach Waldhausen                 |                                        |                             | 1896; auch bekannt als Brandts-Kapelle                                |
|      | Brigida-Kapelle                              | Mönchengladbach-Broich-Peel                | St. Rochus/Broich-Peel                 | Mönchengladbach-Südwest     | 19. Jh.                                                               |
|      | Hl.-Josef-und-Antonius-von-Padua-Kapelle     | Mönchengladbach-Broich-Peel                | St. Rochus, Broich-Peel                | Mönchengladbach-Südwest     | Mitte 19. Jh.                                                         |
|      | Kapelle Buchholz                             | Mönchengladbach-Buchholz                   |                                        |                             | 1922                                                                  |
|      | Kreuzkapelle                                 | Mönchengladbach-Dahl                       | St. Josef, Hermges                     | Mönchengladbach-Ost         | 2002                                                                  |
|      | Josefskapelle Gatzweiler                     | Mönchengladbach-Gatzweiler                 | St. Rochus, Broich-Peel                | Mönchengladbach-Südwest     | 1853                                                                  |
|      | Dreifaltigkeitskapelle Genhodder             | Mönchengladbach-Genhodder                  | St. Rochus, Broich-Peel                | Mönchengladbach-Südwest     | 1825                                                                  |
|      | Kapelle Maria Geburt Genholland              | Mönchengladbach-Genholland                 | St. Helena, Rheindahlen                | Mönchengladbach-Südwest     | 19. Jh.                                                               |
|      | Kapelle Genhülsen                            | Mönchengladbach-Genhülsen                  |                                        |                             | 1918–1921                                                             |
|      | Kapelle Horst                                | Mönchengladbach-Giesenkirchen              |                                        |                             | 1931                                                                  |
|      | Kriegergedächtniskapelle Giesenkirchen       | Mönchengladbach-Giesenkirchen              |                                        |                             | 1929–1930                                                             |
|      | Nikolaus-Kapelle Günhoven                    | Mönchengladbach-Günhoven                   |                                        |                             | 1844                                                                  |
|      | Nikolaus-Kapelle in Piperlohof               | Mönchengladbach-Hardt                      |                                        |                             | 1. Hälfte 19. Jh.                                                     |
|      | Marienkapelle Hardt (auch: „Tomper-Kapelle“) | Mönchengladbach-Hardt                      |                                        |                             | 1908                                                                  |
|      | Matthiaskapelle                              | Mönchengladbach-Hardt                      |                                        |                             | 1881                                                                  |
|      | Gnadenkapelle Heiligenpesch                  | Mönchengladbach-Hehn                       | St. Mariä Heimsuchung, Hehn            | Mönchengladbach-Südwest     | 1870/1871                                                             |
|      | Kapelle im Park                              | Mönchengladach-Hehn                        |                                        |                             | 2010                                                                  |
|      | Petruskapelle                                | Mönchengladbach-Koch                       | St. Helena, Rheindahlen                | Mönchengladbach-Südwest     | 1995; Architekt: Willy Eckers                                         |
|      | Zum hl. Antonius von Padua und Rochus        | Mönchengladbach-Kothausen                  |                                        |                             | 18. Jh.                                                               |
|      | Bernhardskapelle Merreter                    | Mönchengladbach-Merreter                   |                                        |                             | Ende 19. Jh.                                                          |
|      | Drei-Heister-Kapelle                         | Mönchengladbach-Neuwerk                    | Maria von den Aposteln/Mönchengladbach | Mönchengladbach-Neuwerk     | 1863                                                                  |
|      | Kapelle Am kromme Herring                    | Mönchengladbach-Neuwerk-Bettrath-Hoven     | Maria von den Aposteln/Mönchengladbach | Mönchengladbach-Neuwerk     | 1961                                                                  |
|      | Honnschaftskapelle Dünn                      | Mönchengladbach-Neuwerk-Dünn               | Maria von den Aposteln/Mönchengladbach | Mönchengladbach-Neuwerk     | 1855                                                                  |
|      | Marienkapelle                                | Mönchengladbach-Neuwerk-Engelbleck         | Maria von den Aposteln/Mönchengladbach | Mönchengladbach-Neuwerk     | 1961/1962                                                             |
|      | Kapelle Wetschewell                          | Mönchengladbach-Odenkirchen                |                                        |                             | 1956–1960                                                             |
|      | Kreuzkapelle                                 | Mönchengladbach-Odenkirchen                |                                        |                             | 1954; Architekt: Norbert Hilgers                                      |
|      | Marienkapelle                                | Mönchengladbach-Ohler                      | Herz Jesu/Rheydt                       | Mönchengladbach-Rheydt-West | 1984                                                                  |
|      | Sebastian-Kapelle                            | Mönchengladbach-Rheindahlen                | St. Rochus, Broich-Peel                | Mönchengladbach-Südwest     | 1759                                                                  |
|      | Marienkapelle Hardter Wald                   | Mönchengladbach-Rheindahlen                |                                        |                             | 1903/1904                                                             |
|      | Josefskapelle                                | Mönchengladbach-Rheindahlen-Dorthausen     | St. Mariä Heimsuchung, Hehn            | Mönchengladbach-Südwest     | 1900                                                                  |
|      | Christopherus-Kapelle                        | Mönchengladbach-Rheindahlen-Dorthausen     | St. Mariä Heimsuchung/Hehn             | Mönchengladbach-Südwest     | 1961                                                                  |
|      | Johanneskapelle                              | Mönchengladbach-Rheindahlen-Gerkerath      |                                        |                             | 1851/1852                                                             |
|      | Rochuskapelle                                | Mönchengladbach-Rheindahlen-Mennrath       | St. Helena, Rheindahlen                | Mönchengladbach-Südwest     | 1937                                                                  |
|      | Kapelle Herdt                                | Mönchengladbach-Rheindahlen-Land-Herdt     |                                        |                             | 18. Jh.                                                               |
|      | Kapelle Hilderath                            | Mönchengladbach-Rheindahlen-Land-Hilderath | St. Helena/Rheindahlen                 | Mönchengladbach-Südwest     | 1884                                                                  |
|      | Kapelle Rönneter                             | Mönchengladbach-Rönneter                   |                                        |                             | 1949                                                                  |
|      | Josefskapelle Sittardheide                   | Mönchengladbach-Sittardheide               | St. Helena/Rheindahlen                 | Mönchengladbach-Südwest     | Mitte 19. Jh.                                                         |
|      | Marienkapelle                                | Mönchengladbach-Volksgarten-Lürrip         | St. Maria Empfängnis/Lürrip            | Mönchengladbach-Ost         | Ende 19. Jh.                                                          |
|      | Agatha-Kapelle                               | Mönchengladbach-Voosen                     | St. Matthias, Günhoven                 | Mönchengladbach-Südwest     | 2. Hälfte 19. Jh.                                                     |
|      | Josefskapelle                                | Mönchengladbach-Wanlo                      | St. Mariä Himmelfahrt                  | Mönchengladbach-Süd         | 2012; auf den Fundamenten einer Kapelle aus 1667                      |
|      | Marienkapelle                                | Mönchengladbach-Wanlo                      |                                        |                             | Privatkapelle; 2006; architekt: Hans-Ludwig Hoffmann                  |
|      | Matthiaskapelle                              | Mönchengladbach-Wickrathhahn               |                                        |                             | 1881                                                                  |